# Voka
 (août 2011).
Si vous disposez d'ouvrages ou d'articles de référence ou si vous connaissez des sites web de qualité traitant du thème abordé ici, merci de compléter l'article en donnant les références utiles à sa vérifiabilité et en les liant à la section « Notes et références ».

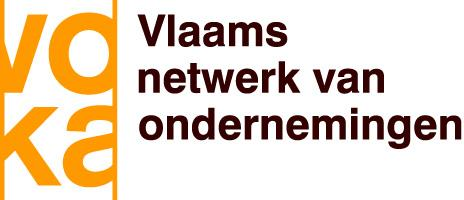
Logo de Voka.

Le Voka, réseau d’entreprises flamand, est une organisation d’employeurs. Elle représente plus de 17 000 sociétés qui totalisent 66 % de la valeur ajoutée en Flandre et 65 % du marché de l'emploi privé.
Au total, ces 17.000 sociétés emploient plus de 910 000 salariés. Le Voka est l’un des sept partenaires sociaux représentés au Conseil socio-économique de Flandre (SERV) et à ce titre, elle intervient au niveau de la politique menée par les autorités publiques flamandes.

## Création & Structure
Le Voka est née en janvier 2004, lorsque le Vlaams Economisch Verbond (VEV) et les huit chambres de commerce régionales de Flandre ont décidé de collaborer plus étroitement dans le cadre d’une alliance. Une société devient membre par l’intermédiaire d’une chambre Voka, et adhère de cette façon à l’ensemble du réseau.
Chaque entité au sein du Voka a sa propre structure de gestion. Le Voka-VEV a ouvert sa structure aux huit autres entités, de manière que celles-ci puissent y siéger. L’administrateur délégué du Voka est Hans Maertens. Son président, élu pour trois ans, est généralement un chef d’entreprise de premier rang. En 2012, Michel Delbaere, de l’entreprise Crop's, est le nouveau président du Voka. Il est remplacé en octobre 2015 par Paul Kumpen.

## Présidents
- 2004-2006 : Ludo Verhoeven (Agfa-Gevaert)
- 2006-2009 : Urbain Vandeurzen (LMS International)
- 2009-2012 : Luc De Bruyckere (Ter Beke)
- 2012-2015 : Michel Delbaere (Crop's)
- depuis 2015 : Paul Kumpen

## Littérature
- Ludo Meyvis, Markt en Macht - Het VEV van 1926 tot heden, Tielt, Lannoo, 2004